# 何晏
何晏（196年—249年），字平叔，南阳宛（今河南南阳）人，东汉末年大将军何进孙，曹操的婿養子，三国时期玄学家，魏晋玄学贵无派创始人，与王弼并称“王何”，玄学代表人物之一，在高平陵之变与曹爽等同被司马氏诛杀，卒于正始十年（249年）。何晏以俊美著稱，有何郎粉、傅粉何郎之语，代指美男子。

## 生平

### 名门之后
何晏是何進之孫，父可能名何咸，早亡，曹操擔任司空时納何晏母亲尹氏为妾，同時收养何晏，並對其颇加宠爱。

#### 身世及生年考辨
何晏的祖父另一说为何皇后的同母兄何苗（本姓朱）。杨鉴生《何晏丛考》指出何晏墓在庐江县北，而何进为南阳宛人，如何晏为其孙，不符合当时盛行的归葬习俗。而庐江有朱氏，可能是何苗的籍贯，如何晏为何苗孙，归葬庐江则顺理成章。
何晏生年不詳。曹道衡、沈玉成《中古文学史料丛考》认为何晏生于189年；陆侃如《中古文学纪年》、王仲荦《魏晋南北朝史》下认为生于190年，王仲荦怀疑何晏系家族被灭后的遗腹子；冯增诠、姜宏周、陆学宜《中国哲学史著名哲学家评传》、余敦康《魏晋玄学史》认为199年何晏七岁进入曹家，即生于193年；侯外庐《中国思想通史》认为生于195年；王葆玹《正始玄学》根据何晏七岁养于魏宫，判断当时曹操已经在213年加九锡，故判断何晏生于207年，但王晓毅《王弼评传》附《何晏评传》《何晏年谱》不赞成。
郑欣《何晏生年考辨》根据何晏不足七岁时进入曹家不早于建安四年等史料，否定其出生不迟于193年及家族被灭的可能性；根据何晏与不迟于198年出生的秦朗年龄相仿、曾模仿187年出生的曹丕的衣着引起曹丕厌恶、曾帮曹操解释兵书疑难、幼年时不曾与生于206年的曹叡长期相处、不迟于219年迎娶曹操之女、因好色在220年曹丕登基后不被重用等，否定其生于207年的可能性；再结合曹操纳尹夫人不早于198年纳杜夫人，将何晏生年定在194—199年间，再判断曹丕204年迁居邺城之前居住于许都、嫉妒厌恶何晏与何晏七八岁得到曹操宠爱同时，及杜夫人所生的何晏妻金乡公主出生不早于199年，结合当时的男十五到十八、女十三到十九的婚龄及何晏死时公主所生子五六岁、曹操带着何晏与诸子游玩时特别照顾何晏而非生于196年的爱子曹冲，最终认为何晏生于196年、金乡公主生于201年的可能性最大；杨鉴生根据曹操纳尹夫人时为司空，排除了当时他在洛阳或庐江的可能性，认为是在南阳，时间约在建安三年，故赞同郑欣的结论。

### 少年奇才
何晏少时天资聪慧，博览群书，勤奋好学，于魏宫中长大，自小便在曹操身边。《何晏别传》载“何晏小时养魏宫，七八岁便慧心大悟，众无愚智莫不贵异之。曹操读兵书，有所未解，试以问晏。晏分散所疑，无不冰释。”曹操识其才学。
《世说新语》还记载有何晏“划地为庐”的故事，何晏七岁之时非常聪慧，何晏从小便在宫中长大，曹操想要收其为子。知道之后，何晏就地划了一个方块当中，并且自己站在方形区域当中不出。有人问他「这是甚麼道理？」他回答说“这是何氏之庐”。曹操听说后，便将何晏遣还。“划地为庐”“何氏之庐”的举动表明何晏少时虽在曹氏家族长大，但仍心念本家，與曹氏保持一定的距离。

### 政治联姻
何晏娶曹操之女金乡公主为妻，生有一儿子，但因何晏生活放蕩好女色，二人感情并不和睦。《魏末传》记载二人实为同母异父之乱伦婚姻，但是裴松之反驳此说法，因《魏末传》乃“底下之书”而非良史，可信度不高，他引注认为金乡公主实际为杜夫人所生，只是由尹夫人代养而已。

### 步入政坛
何晏因才學聞名於世，提暢清談、服五石散，在品評人物及文士間頗有聲望；但因其人為曹丕所忌，僅得閑職。魏明帝曹叡亦惡其虛浮，未加重用。
及正始初，曹爽执政，何晏方得重用，擢为散骑侍郎，迁侍中、吏部尚书，一躍成為曹爽集團要人，並被認為參予了曹爽與司馬懿的權力鬥爭。時人將丁謐、何晏和鄧颺三人並稱三狗，並以「臺中有三狗，二狗崖柴不可當，一狗憑默作疽囊。」形容他們操弄人事，不遺餘力排除司馬懿集團人物的行為。

### 被害
正始十年（249年），司马懿發動高平陵之變，誅滅曹爽。何晏因佐曹爽秉政，同被滅族。《魏氏春秋》记载司馬懿令何晏参与編審曹爽集團之成員及罪狀，何晏以為司馬家会饒自己一命，故賣力緝查，不料在陳上罪狀時，司马懿告知涉案共有八族，何晏上疏丁谧、邓飏等七姓，司马懿说尚缺一人，何晏惊问是不是自己，司马懿说是，遂将其逮捕。何晏被殺後，司马懿追殺何晏之妻金鄉公主母子，何晏之母尹夫人與司馬懿有交情，在尹夫人求情之下，金鄉公主母子得以保全。
后代学者对何晏死因提出疑问，并提出新的说法认为何晏之死乃出于司马师个人对其的嫉恨，理由如下：
1. 他们认为何晏并非曹爽心腹，何晏与曹爽和司马懿两大集团都有接触，情况与丁谧不同，而且认为何晏对曹爽的执政诸多做法持保留意见。
2. 何晏在评议司马师、夏侯玄等当时人物时候，将自己和夏侯玄排在司马师之前，除此之外，何晏对司马师可能有其他的傲慢行为，惹怒了司马师。
3. 一般认为何晏与司马氏表面上都尊儒家为主流，而非浮华的玄学清谈。

## 人物

### 容貌
何晏以容貌绝美、好打扮著称于世，《世说新语·容止第十四》就记载了一篇何晏在皮膚上撲粉以使面色白皙，而粉下皮膚竟更為潔白的故事：“何平叔美姿仪，面至白。魏明帝疑其傅粉，正夏月，与热汤饼。既啖，大汗出，以朱衣自拭，色转皎然。”但後期因長期服用五石散，何晏的容顏也起了變化。方士管輅形容何晏：“魂不守宅，血不華色，精爽煙浮，容若槁木，謂之鬼幽。”

### 玄学大师
何晏少时即以才秀知名，好老莊，是魏晋玄学贵无派创始人，与王弼并称“王何”，魏晋玄学家代表人物之一。他主张儒道合同，引老子以释儒家。他在《道论》中说：“有之为有，恃‘无’以生；事而为事，由无以成。”“无”是他对《老子》和《论语》中“道”的理解。他认为天地万物都是“有所有”，而“道”则是“无所有”，是“不可体”的，所以无语、无名、无形、无声是“道之全”。

### 论著
其著述完整存于世者甚少，以散文和赋为主，散文多是哲学、政治论文，如《论语集解》、《无名论》、《无为论》、《韩白论》、《冀州论》、《九州论》等。赋今仅存一篇，即《景福殿赋》，魏明帝曹叡在许昌建成景福殿，何晏受命而作此赋。赋分三部分，先述兴建缘起，中间一大段写宫殿规模、结构、环境、装饰，并从写政治、人事相结合的角度，解释其象征含义，末尾则按照劝百讽一的传统写法，说了一些正面的道理。此赋与东汉王延寿所撰《鲁灵光殿赋》，同为描写宫殿辞赋的名作。何晏亦能诗，刘勰评之为“浮浅”，今仅存三首，已难窥其全貌。

## 评价
- 谤书：“台中有三狗，二狗崖柴不可当，一狗凭默作疽囊。”（《三国志·卷九·魏书九·诸夏侯曹传第九》裴松之注引《魏略》）
- 王肃：“此辈即弘恭、石显之属，复称说邪！”（《三国志·魏书·锺繇华歆王朗传第十三》）
- 严宪：“晏等骄侈，必当自败。”（《晋书·卷九十六·列传第六十六》）
- 王廣：“爽以骄奢失民，何平叔虚华不治，丁、毕、桓、邓虽并有宿望，皆专竞于世。”（《资治通鉴·卷七十五·魏纪七·邵陵厉公中》）
- 傅嘏：“何平叔言远而情近，好辩而无诚，所谓利口覆邦国之人也。”（《资治通鉴·卷七十六·魏纪八·邵陵厉公下》）
- 管辂：“其才若盆盎之水，所见者清，所不见者浊。神在广博，志不务学，弗能成才。欲以盆盎之水，求一山之形，形不可得，则智由此惑。故说老、庄则巧而多华，说易生义则美而多伪；华则道浮，伪则神虚；得上才则浅而流绝，得中才则游精而独出，辂以为少功之才也。”（《三国志·卷二十九·魏书二十九·方技传第二十九》裴松之注引《辂别传》）
- 傅玄：“是时何晏以才辩显于贵戚之间。”（《余嘉锡·世说新语笺疏》）
- 荀勖：“晏能清言，而当时权势，天下谈士，多宗尚之。”（《余嘉锡·世说新语笺疏》）
- 范宁：“王何蔑弃典文，不遵礼度，游辞浮说，波荡後生，饰华言以翳实，骋繁文以惑世。搢绅之徒，翻然改辙，洙泗之风，缅焉将坠。遂令仁义幽沦，儒雅蒙尘，礼坏乐崩，中原倾覆。古之所谓言伪而辩，行僻而坚者，其斯人之徒欤？昔夫子斩少正于鲁，太公戮华士于齐，岂非旷世而同诛乎？桀纣暴虐，正足以灭身覆国，为後世鉴戒耳。岂能回百姓之视听哉！王何叨海内之浮誉，资膏粱之傲诞，画螭魅以为巧，扇无检以为俗，郑声之乱乐，利口之覆邦，信矣哉！吾固以为一世之祸轻，历代之罪重，自丧之衅少，迷众之愆大也。”（《全晋文·卷一百二十五》）
- 伏滔：“邓禹卓茂无敌于天下，管幼安不胜庞公，庞士元不推华子鱼，何邓二尚书独步于魏朝，乐令无对于晋世。”（《晋书·卷九十二·列传第六十二》）
- 司马昱：“何平叔巧累于理。”（《世说新语·品藻第九》第三十一条）
- 陶弘景：“夷甫任散诞，平叔坐论空；岂悟昭阳殿，遂作单于宫！”（《资治通鉴·卷第一百五十七·梁纪十三》）
- 刘勰：“魏之初霸，术兼名法。傅嘏、王粲，校练名理。迄至正始，务欲守文；何晏之徒，始盛玄论。于是聃周当路，与尼父争途矣。详观兰石之《才性》，仲宣之《去伐》，叔夜之《辨声》，太初之《本无》，辅嗣之《两例》，平叔之二论，并师心独见，锋颖精密，盖论之英也。”（《文心雕龙·论说第十八》）
- 魏元忠：“臣尝读魏、晋史，每鄙何晏、王衍终日谈空。近观齐、梁书，才士亦复不少，并何益于理乱哉？从此而言，则陆士衡著《辨亡论》，而不救河桥之败，养由基射能穿札，而不止鄢陵之奔，断可知矣。昔赵岐撰御寇之论，山涛陈用兵之本，皆坐运帷幄，暗合孙、吴。宣尼称“有德者必有言，仁者必有勇”，则何平叔、王夷甫岂得同日而言载！”（《旧唐书·卷九十二·列传第四十二》）
- 司马光：“何晏性自喜，粉白不去手，行步顾影。尤好老、庄之书，与夏侯玄、荀粲及山阳王弼之徒，竞为清谈，祖尚虚无，谓《六经》为圣人糟粕。由是天下士大夫争慕效之，遂成风流，不可复制焉。”（《资治通鉴·卷七十五·魏纪七·邵陵厉公中》）
- 苏辙：“至魏武始好法术，而天下贵刑名；魏文始慕通达，而天下贱守节。相乘不已，而虚无放荡之论盈于朝野。何晏、邓飏导其源，阮籍父子涨其流，而王衍兄弟卒以乱天下。”（《栾城后集·卷九》）
- 刘祁：“晋初，天下既一，士无所事，惟以谈论相高，故争尚玄虚，王弼、何晏倡于前，王衍、王澄和于后。希高名而无实用，以至误天下国家。”（《归潜志》）
- 陈普：“罗襦子本官同生，故把玄谈乱浊清。粉面青蝇麾不去，到头白黑自分明。”（《诗·陈普诗选》）
- 王夫之：“史称何晏依势用事，附会者升进，违忤者罢退，傅嘏讥晏外静内躁，皆司马氏之徒，党邪丑正，加之不令之名耳。晏之逐异己而树援也，所以解散私门之党，而厚植人才于曹氏也。卢毓、傅嘏怀宠禄，虑子孙，岂可引为社稷臣者乎？藉令曹爽不用晏言，父事司马懿，而唯言莫违，爽可不死，且为戴莽之刘歆。若逮其篡谋之已成，而后与立异，刘毅、司马休之之所以或死或亡，而不亦晚乎！爽之不足与有为也，魏主叡之不知人而轻托之也。乃业以宗臣受顾命矣，晏与毕轨、邓飏、李胜不与爽为徒而将谁与哉，或曰：图存社稷者，智深勇沈而谋之以渐。晏一旦蹶起而与相持，激懿以不相下之势，而魏因以亡……当是时，同姓猜疏而无权，一二直谅之臣如高堂隆、辛毗者，又皆丧亡，曹氏一线之存亡，仅一何晏，而犹责之已甚，抑将责刘越石之不早附刘渊，文宋瑞之不亟降蒙古乎？”“邓飏之躁，征于形之躁也，不可骤息，而息之以静者，飏可得而主也；何晏之幽，征于形之幽也，不可骤张，而张之以明者，晏可得而主也。岂有他哉？”“何晏、夏侯玄、李丰之死，皆司马氏欲篡而杀之也。而史敛时论之讥非，以文致其可杀之罪，千秋安得有定论哉？”（《读通鉴论·卷十·三国》）
- 李慈铭：“按夏侯重德，平叔名儒，嘏于是时名位未显，何至内交见拒，且烦奉倩为言……然太初名德，终著古今，不能相累。平叔论语，永列学官，以视嘏辈，直蜉蝣耳。”（《余嘉锡·世说新语笺疏》）
- 余嘉锡：“何晏、邓飏虽有浮华之过，然并一时名士。其死则因陷于曹爽之党，为司马懿所杀。”“何晏为正始名士，虽与王弼鼓扇虚浮，不为无罪，而其死要为不幸，亦非嘏、玄兄弟所得而议也。”（《余嘉锡·世说新语笺疏》）

## 藝術形象

### 影视形象
- 2017年电视剧《军师联盟》：阎汶宣饰演何晏
- 2018年纪录片《历史那些事》第一季第五集傅粉何郎 钟文斌饰演何晏

### 漫畫形象
- 《蒼天航路》（王欣太）

## 延伸阅读
[在维基数据编辑]
 在维基文库阅读此作者作品
 《三國志·卷09》，出自陳壽《三國志》